# Целяково
Целя́ково (рос. Целяково) — присілок у складі Лузького району Кіровської області, Росія. Входить до складу Лальського міського поселення.
Населення становить 16 осіб (2010, 29 у 2002).
Національний склад станом на 2002 рік — росіяни 100 %.